# Tom Ridge

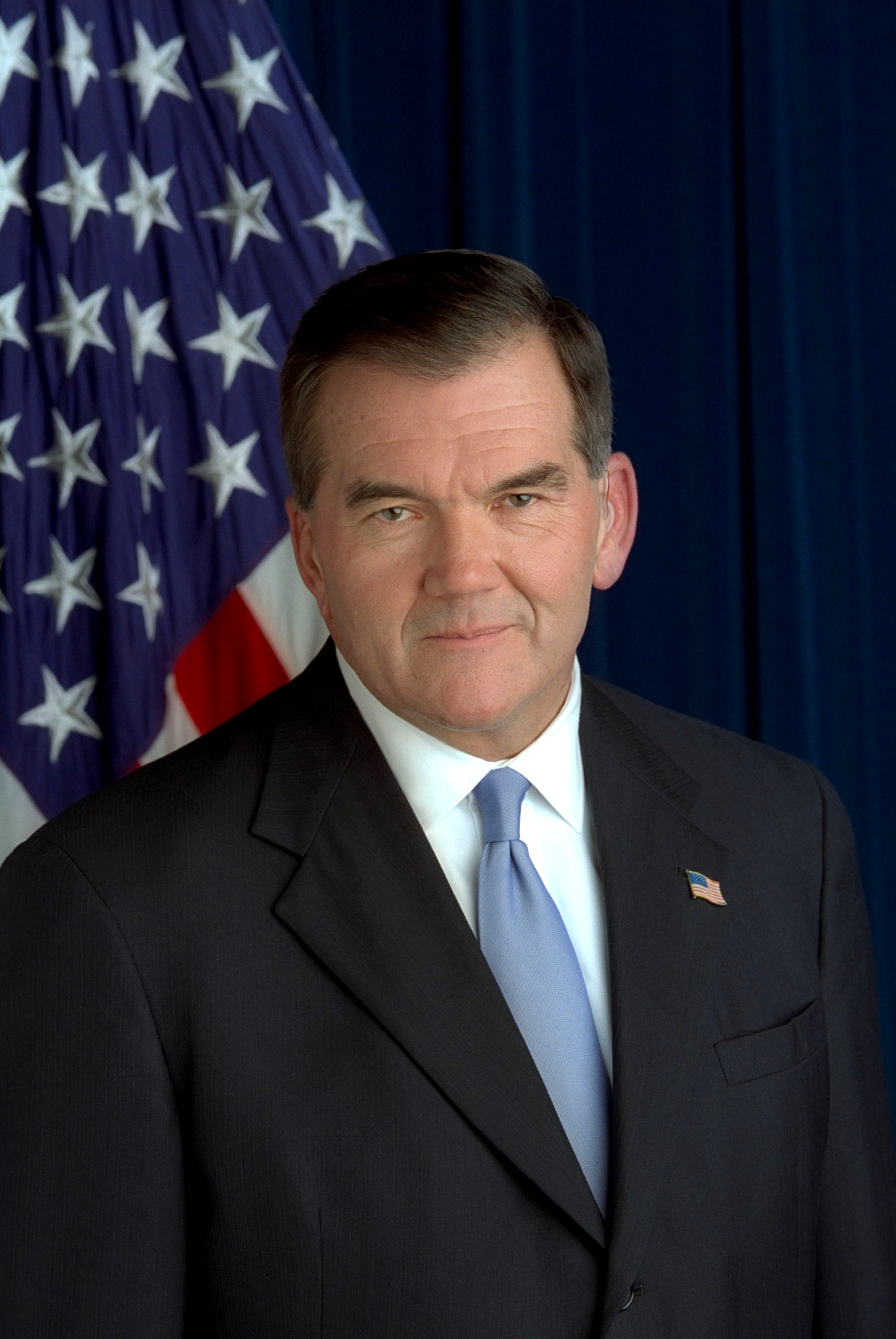
Tom Ridge

Thomas Joseph „Tom“ Ridge (* 26. August 1945 in Pittsburgh, Pennsylvania) ist ein US-amerikanischer Politiker (Republikanische Partei), der dem Kabinett von Präsident George W. Bush als erster Minister für innere Sicherheit angehörte. Zuvor war er von 1995 bis 2001 Gouverneur des Bundesstaates Pennsylvania gewesen.

## Frühe Jahre
Tom Ridge besuchte zunächst die St. Andrews Elementary School und anschließend die Cathedral Prepatory School. Dann erhielt er ein Stipendium für die Harvard University, die er 1967 erfolgreich abschloss. Nach einem Jurastudium an der Dickson School of Law wurde er zur United States Army einberufen. Als Staff Sergeant der Infanterie zog er in den Vietnamkrieg. Für seinen Einsatz wurde er mit dem Bronze Star, dem Vietnamese Cross of Gallantry und dem Combat Infantry Badge ausgezeichnet. Nach einer Blinddarmentzündung kehrte er 1970 in die USA zurück und beendete 1972 sein Studium. Seit dieser Zeit trägt er auch ein Hörgerät am linken Ohr, die Folge der Verschlimmerung einer Ohreninfektion aus Kindertagen. Nach seinem Studium arbeitete er in einer privaten Kanzlei; anschließend wurde er stellvertretender Bezirksstaatsanwalt im Erie County und blieb dies bis 1982. In dieser Funktion bearbeitete er 86 Fälle in zwei Jahren.

## Politischer Aufstieg
Im Jahr 1982 wurde Ridge als Kandidat der Republikaner in das US-Repräsentantenhaus in Washington, D.C. gewählt. Dieses Mandat behielt er bis 1995. Im Jahr 1984 war er Delegierter zur Republican National Convention in Dallas, bei der Ronald Reagan für eine zweite Amtszeit als US-Präsident nominiert wurde. Im Jahr 1994 wurde Tom Ridge zum neuen Gouverneur von Pennsylvania gewählt. Er gelang ihm, sich gegen den bisherigen Vizegouverneur Mark Singel durchzusetzen.

## Gouverneur von Pennsylvania
Ridge trat sein neues Amt am 17. Januar 1995 an. In seiner Amtszeit wurden fast 300.000 neue Arbeitsplätze in Pennsylvania geschaffen. Durch Steuererleichterungen sparten die Bürger und die Arbeitgeber über 8 Milliarden Dollar ein. Auf wirtschaftlichem Gebiet setzte er ganz auf neue Technologien, die den Staat nach vorn brachten. Auch das Bildungssystem wurde weiter ausgebaut. Die Lehrer erhielten ebenfalls eine bessere Ausbildung. Ridge trat für eine Politik nach dem Grundsatz Law and order ein. Er forderte ein beschleunigtes Verfahren bei der Abwicklung von Todesurteilen. Er war ein Befürworter dieser Strafmaßnahme und hat in seiner Amtszeit etwa 224 Todesurteile unterschrieben. Auf gesellschaftlicher Ebene widersetzte er sich der Homo-Ehe. Auf der anderen Seite war er trotz seines katholischen Glaubens ein Befürworter der Abtreibung. Ridge setzte sich auch für den Umweltschutz ein. Im Jahr 1998 wurde der Gouverneur in seinem Amt bestätigt. Er trat am 5. Oktober 2001 zurück, um in die Bundesregierung zu wechseln. Präsident George W. Bush hatte ihn zum ersten Minister für Innere Sicherheit ernannt. Die Amtsperiode wurde von Mark S. Schweiker, dem bisherigen Vizegouverneur, beendet.

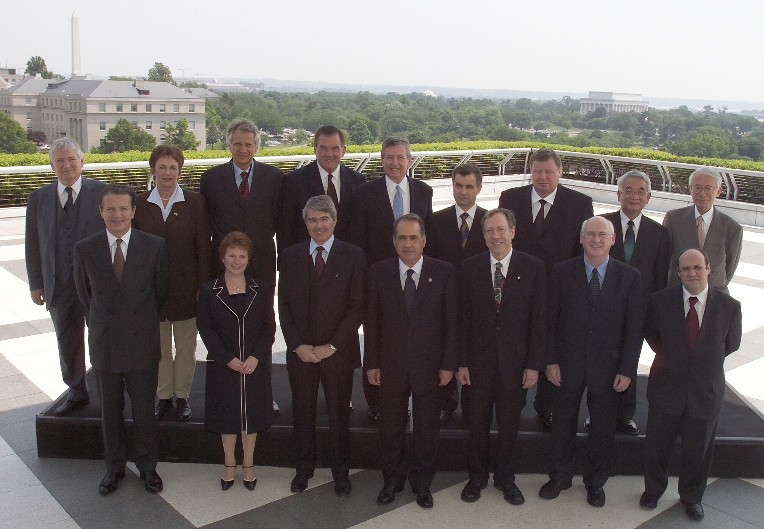
Tom Ridge (oben, 4. v. l.) beim Treffen der G8-Minister für Inneres und Justiz im Mai 2004

## Minister für Innere Sicherheit
Bereits im Jahr 2000 hatte Tom Ridge seinen damaligen Amtskollegen in Texas als Präsidentschaftskandidat der Republikaner unterstützt. Für kurze Zeit war Ridge auch als dessen Vizepräsidentschaftskandidat und möglicher Verteidigungsminister im Gespräch. Schließlich übernahm er von Oktober 2001 bis Januar 2003 das Amt des Homeland Security Advisor und von Januar 2003 an das Amt des Ministers für Innere Sicherheit, das als Reaktion auf die Anschläge des 11. September entstanden war, und führte es bis zum Frühjahr 2005. Dann übergab er es an Michael Chertoff.
Heute ist Ridge Berater und Aufsichtsratsmitglied mehrerer Firmen. Im Präsidentschaftswahlkampf des Jahres 2008 gehörte er zu den Beratern von John McCain. Im August 2009 erklärte Ridge im Rahmen einer Buchveröffentlichung, dass er kurz vor den Wahlen 2004 von George W. Bush unter Druck gesetzt wurde, die Gefährdungsstufe für terroristische Angriffe um eine Stufe nach oben zu setzen. Ziel war es nach seinen Angaben, dadurch die Chancen auf eine Wiederwahl der Republikaner durch eine vermeintliche Gefährdungslage signifikant zu erhöhen. Ridge jedoch lehnte ab.
Tom Ridge ist seit 1979 mit Michele Moore verheiratet. Das Paar hat zwei Kinder.